# ATC代码 (S01)
ATC代码S01（Ophthalmologicals）是解剖学治疗学及化学分类系统的一个药物分组，这是由世界卫生组织药物统计方法整合中心所制定的药品及其它医用产品的官方分类系统。分组S01是S感觉器的一部分。
兽用代码（ATCvet码）可以在人用ATC代码前加Q字母：QS01等。没有相应人用ATC代码的ATCvet在以下列表中通过前置Q字母表示。
国家ATC分类可能包括列表中没有的其它分类，列表为世界卫生组织（WHO）版本。

## S01A 抗感染药（Anti-infectives）

### S01AA 抗生素（Antibiotics）
S01AA01 氯霉素（Chloramphenicol）
S01AA02 金霉素（Chlortetracycline）
S01AA03 新霉素（Neomycin）
S01AA04 土霉素（Oxytetracycline）
S01AA05 短杆菌素（Tyrothricin）
S01AA07 弗拉霉素（Framycetin）
S01AA09 四环素（Tetracycline）
S01AA10 游霉素（Natamycin）
S01AA11 庆大霉素（Gentamicin）
S01AA12 妥布霉素（Tobramycin）
S01AA13 梭链孢酸（Fusidic acid）
S01AA14 苄青霉素（Benzylpenicillin）
S01AA15 双氢链霉素（Dihydrostreptomycin）
S01AA16 利福霉素（Rifamycin）
S01AA17 红霉素（Erythromycin）
S01AA18 多粘菌素B（Polymyxin B）
S01AA19 氨苄青黴素（Ampicillin）
S01AA20 和其它药物组合的抗生素合剂（Antibiotics in combination with other drugs）
S01AA21 阿米卡星（Amikacin）
S01AA22 小诺霉素（Micronomicin）
S01AA23 奈替米星（Netilmicin）
S01AA24 卡纳霉素（Kanamycin）
S01AA25 叠氮氯霉素（Azidamfenicol）
S01AA26 阿奇霉素（Azithromycin）
S01AA30 不同抗生素组合的合剂（Combinations of different antibiotics）
QS01AA90 邻氯青霉素（Cloxacillin）

### S01AB 磺胺类药物（Sulfonamides）
S01AB01 磺胺甲二唑（Sulfamethizole）
S01AB02 磺胺异恶唑（Sulfafurazole）
S01AB03 磺胺戊烯（Sulfadicramide）
S01AB04 磺胺醋酰（Sulfacetamide）
S01AB05 磺胺苯吡唑（Sulfafenazol）

### S01AD 抗病毒药（Antivirals）
S01AD01 疱疹净（Idoxuridine）
S01AD02 曲氟尿苷（Trifluridine）
S01AD03 阿昔洛韦（Aciclovir）
S01AD05 干扰素（Interferon）
S01AD06 阿糖腺苷（Vidarabine）
S01AD07 泛昔洛韦（Famciclovir）
S01AD08 福米韦生（Fomivirsen）
S01AD09 更昔洛韦（Ganciclovir）

### S01AX （Other anti-infectives）
S01AX01 汞化合物（Mercury compounds）
S01AX02 银化合物（Silver compounds）
S01AX03 锌化合物（Zinc compounds）
S01AX04 呋喃西林（Nitrofural）
S01AX05 铋溴酚（Bibrocathol）
S01AX06 间苯二酚（Resorcinol）
S01AX07 硼砂钠（Sodium borate）
S01AX08 己脒定（Hexamidine）
S01AX09 氯己定（Chlorhexidine）
S01AX10 丙酸钠（Sodium propionate）
S01AX11 氧氟沙星（Ofloxacin）
S01AX12 诺氟沙星（Norfloxacin）
S01AX13 环丙氟哌酸（Ciprofloxacin）
S01AX14 双溴丙脒（Dibrompropamidine）
S01AX15 丙烷脒（Propamidine）
S01AX16 哌氯定（Picloxydine）
S01AX17 洛美沙星（Lomefloxacin）
S01AX18 聚乙烯吡咯酮碘（Povidone-iodine）
S01AX19 左氧氟沙星（Levofloxacin）
S01AX21 加替沙星（Gatifloxacin）
S01AX22 莫西沙星（Moxifloxacin）
S01AX23 贝西沙星（Besifloxacin）

## S01B 抗炎药（Anti-inflammatory agents）

### S01BA 皮質類固醇（Corticosteroids, plain）
S01BA01 地塞米松（Dexamethasone）
S01BA02 皮質醇（Hydrocortisone）
S01BA03 可的松（Cortisone）
S01BA04 氢化波尼松（Prednisolone）
S01BA05 氟羟氢化泼尼松（Triamcinolone）
S01BA06 倍他米松（Betamethasone）
S01BA07 氟米龙（Fluorometholone）
S01BA08 甲羟松（Medrysone）
S01BA09 丁酸氯倍他松（Clobetasone）
S01BA10 阿氯米松（Alclometasone）
S01BA11 地奈德（Desonide）
S01BA12 福莫可他（Formocortal）
S01BA13 利美索龙（Rimexolone）
S01BA14 氯替泼诺（Loteprednol）
S01BA15 氟轻松（Fluocinolone acetonide）

### S01BB 氢化可的松和散瞳剂合剂（Corticosteroids and mydriatics in combination）
S01BB01 氢化可的松和散瞳剂（Hydrocortisone and mydriatics）
S01BB02 氢化波尼松和散瞳剂（Prednisolone and mydriatics）
S01BB03 氟米龙和散瞳剂（Fluorometholone and mydriatics）
S01BB04 倍他米松和散瞳剂（Betamethasone and mydriatics）

### S01BC 抗炎药，非甾体抗炎药（Anti-inflammatory agents, non-steroids）
S01BC01 吲哚美辛（Indometacin）
S01BC02 羟基得泰松（Oxyphenbutazone）
S01BC03 双氯芬酸钠（Diclofenac）
S01BC04 氟比洛芬（Flurbiprofen）
S01BC05 酮洛酸（Ketorolac）
S01BC06 吡罗昔康（Piroxicam）
S01BC07 苄达酸（Bendazac）
S01BC08 水楊酸（Salicylic acid）
S01BC09 普拉洛芬（Pranoprofen）
S01BC10 奈帕芬胺（Nepafenac）
S01BC11 溴芬酸（Bromfenac）

## S01C 抗炎药和抗感染药合剂（Anti-inflammatory agents and anti-infectives in combination）

### S01CA 皮质类固醇和抗感染药合剂（Corticosteroids and anti-infectives in combination）
S01CA01 地塞米松和抗感染药（Dexamethasone and antiinfectives）
S01CA02 泼尼松龙和抗感染药（Prednisolone and antiinfectives）
S01CA03 氢化可的松和抗感染药（Hydrocortisone and antiinfectives）
S01CA04 氟可龙和抗感染药（Fluocortolone and antiinfectives）
S01CA05 倍他米松和抗感染药（Betamethasone and antiinfectives）
S01CA06 氟氢可的松和抗感染药（Fludrocortisone and antiinfectives）
S01CA07 氟米龙和抗感染药（Fluorometholone and antiinfectives）
S01CA08 甲泼尼龙和抗感染药（Methylprednisolone and antiinfectives）
S01CA09 氯泼尼松和抗感染药（Chloroprednisone and antiinfectives）
S01CA10 氟轻松和抗感染药（Fluocinolone acetonide and antiinfectives）
S01CA11 丁酸氯倍他松和抗感染药（Clobetasone and antiinfectives）

### S01CB 皮质类固醇、抗感染药和散瞳剂合剂（Corticosteroids/anti-infectives/mydriatics in combination）
S01CB01 地塞米松（Dexamethasone）
S01CB02 泼尼松龙（Prednisolone）
S01CB03 氢化可的松（Hydrocortisone）
S01CB04 倍他米松（Betamethasone）
S01CB05 氟米龙（Fluorometholone）

### S01CC 抗炎药、非甾体抗炎药和抗感染药合剂（Anti-inflammatory agents, non-steroids and anti-infectives in combination）
S01CC01 双氯芬酸钠和抗感染药（Diclofenac and antiinfectives）

## S01E 抗青光眼制剂及缩瞳药（Antiglaucoma preparations and miotics）

### S01EA 治疗青光眼的拟交感神经药（Sympathomimetics in glaucoma therapy）
S01EA01 肾上腺素（Epinephrine）
S01EA02 地匹福林（Dipivefrine）
S01EA03 阿可乐定（Apraclonidine）
S01EA04 可乐定（Clonidine）
S01EA05 溴莫尼定（Brimonidine）
S01EA51 肾上腺素合剂（Epinephrine, combinations）

### S01EB 拟副交感神经药（Parasympathomimetics）
S01EB01 匹鲁卡品（Pilocarpine）
S01EB02 卡巴可（Carbachol）
S01EB03 碘依可酯（Ecothiopate）
S01EB04 地美溴铵（Demecarium）
S01EB05 毒扁豆碱（Physostigmine）
S01EB06 新斯的明（Neostigmine）
S01EB07 异氟磷（Fluostigmine）
S01EB08 醋克利定（Aceclidine）
S01EB09 乙酰胆碱（Acetylcholine）
S01EB10 對氧磷（Paraoxon）
S01EB51 匹鲁卡品合剂（Pilocarpine, combinations）
S01EB58 醋克利定合剂（Aceclidine, combinations）

### S01EC 碳酸酐酶抑制剂（Carbonic anhydrase inhibitors）
S01EC01 乙酰唑胺（Acetazolamide）
S01EC02 双氯非那胺（Diclofenamide）
S01EC03 杜塞酰胺（Dorzolamide）
S01EC04 布林佐胺（Brinzolamide）
S01EC05 醋甲唑胺（Methazolamide）

### S01ED β-阻滞剂（Beta blocking agents）
S01ED01 噻吗洛尔（Timolol）
S01ED02 倍他洛尔（Betaxolol）
S01ED03 左布诺洛尔（Levobunolol）
S01ED04 美替洛尔（Metipranolol）
S01ED05 卡替洛尔（Carteolol）
S01ED06 苯呋洛尔（Befunolol）
S01ED51 噻吗洛尔合剂（Timolol, combinations）
S01ED52 倍他洛尔合剂（Betaxolol, combinations）
S01ED54 美替洛尔合剂（Metipranolol, combinations）
S01ED55 卡替洛尔合剂（Carteolol, combinations）

### S01EE 前列腺素类似物（Prostaglandin analogues）
S01EE01 拉坦前列素（Latanoprost）
S01EE02 乌诺前列酮（Unoprostone）
S01EE03 比马前列素（Bimatoprost）
S01EE04 曲伏前列素（Travoprost）
S01EE05 他氟前列素（Tafluprost）

### S01EX 其它抗青光眼制剂（Other antiglaucoma preparations）
S01EX01 胍乙啶（Guanethidine）
S01EX02 达哌唑（Dapiprazole）

## S01F 扩瞳药及睫状肌麻痹药（Mydriatics and cycloplegics）

### S01FA 抗胆碱能药（Anticholinergics）
S01FA01 阿托品（Atropine）
S01FA02 东莨菪碱（Scopolamine）
S01FA03 甲溴东莨菪碱 （Methylscopolamine）
S01FA04 赛克罗奇（Cyclopentolate）
S01FA05 后马托品（Homatropine）
S01FA06 托吡卡胺（Tropicamide）
S01FA56 托吡卡胺合剂（Tropicamide, combinations）

### S01FB 抗青光眼药物以外的拟交感神经药（Sympathomimetics excluding antiglaucoma preparations）
S01FB01 苯肾上腺素（Phenylephrine）
S01FB02 麻黃素（Ephedrine）
S01FB03 异波帕明（Ibopamine）
QS01FB90 辛弗林（Oxedrine）
QS01FB99 拟交感神经药合剂（Sympathomimetics, combinations）

## S01G 解充血药及抗过敏药（Decongestants and antiallergics）

### S01GA 作为解充血药的拟交感神经药（Sympathomimetics used as decongestants）
S01GA01 奈甲唑啉（Naphazoline）
S01GA02 四氢唑林（Tetryzoline）
S01GA03 赛洛唑啉（Xylometazoline）
S01GA04 羟间唑啉（Oxymetazoline）
S01GA05 苯肾上腺素（Phenylephrine）
S01GA06 辛弗林（Oxedrine）
S01GA51 奈甲唑啉合剂（Naphazoline, combinations）
S01GA52 四氢唑林合剂（Tetryzoline, combinations）
S01GA53 赛洛唑啉合剂（Xylometazoline, combinations）
S01GA55 苯肾上腺素合剂（Phenylephrine, combinations）
S01GA56 辛弗林合剂（Oxedrine, combinations）

### S01GX 其它抗过敏药（Other antiallergics）
S01GX01 色甘酸（Cromoglicic acid）
S01GX02 左卡巴司汀（Levocabastine）
S01GX03 醋天谷氨酸（Spaglumic acid）
S01GX04 萘多罗米（Nedocromil）
S01GX05 洛多酰胺（Lodoxamide）
S01GX06 依美斯汀（Emedastine）
S01GX07 氮卓斯汀（Azelastine）
S01GX08 酮替芬（Ketotifen）
S01GX09 奥洛他定
S01GX10 依匹那丁（Epinastine）
S01GX51 色甘酸合剂（Cromoglicic acid, combinations）

## S01H 局部麻醉药（Local anesthetics）

### S01HA 局部麻醉药（Local anesthetics）
S01HA01 可卡因（Cocaine）
S01HA02 丁氧普鲁卡因（Oxybuprocaine）
S01HA03 潘妥卡因（Tetracaine）
S01HA04 丙美卡因（Proxymetacaine）
S01HA05 普鲁卡因
S01HA06 辛可卡因（Cinchocaine）
S01HA07 利多卡因（Lidocaine）
S01HA30 合剂（Combinations）

## S01J 诊断试剂（Diagnostic agents）

### S01JA 着色剂（Colouring agents）
S01JA01 荧光素（Fluorescein）
S01JA02 玫瑰红钠（Rose bengal sodium）
S01JA51 荧光素合剂（Fluorescein, combinations）

## S01K 外科辅助（Surgical aids）

### S01KA 粘弹性物质（Viscoelastic substances）
S01KA01 透明质酸（Hyaluronic acid）
S01KA02 羟丙甲纤维素（Hypromellose）
S01KA51 透明质酸合剂（Hyaluronic acid, combinations）

### S01KX 其它外科辅助（Other surgical aids）
S01KX01 胰凝乳蛋白酶（Chymotrypsin）

## S01L 眼睛血管病症试剂（Ocular vascular disorder agents）

### S01LA 抗血-视网膜屏障破坏试剂（Antineovascularisation agents）
S01LA01 维替泊芬（Verteporfin）
S01LA02 阿奈可他（Anecortave）
S01LA03 哌加他尼钠（Pegaptanib）
S01LA04 雷珠单抗（Ranibizumab）

## S01X 其他眼科用药（Other ophthalmologicals）

### S01XA 其他眼科用药（Other ophthalmologicals）
S01XA01 愈创蓝油烃（Guaiazulen）
S01XA02 视黄醇（Retinol）
S01XA03 氯化钠（高渗）（Sodium chloride, hypertonic）
S01XA04 碘化钾（Potassium iodide）
S01XA05 依地酸钠（Sodium edetate）
S01XA06 乙基吗啡（Ethylmorphine）
S01XA07 矾（Alum）
S01XA08 乙酰半胱氨酸（Acetylcysteine）
S01XA09 碘肝素钠（Iodoheparinate）
S01XA10 肌苷（Inosine）
S01XA11 诺龙（Nandrolone）
S01XA12 右泛醇（Dexpanthenol）
S01XA13 阿替普酶（Alteplase）
S01XA14 肝素（Heparin）
S01XA15 抗坏血酸（Ascorbic acid）
S01XA18 环孢素（Ciclosporin）
S01XA20 人工淚液及其它中性制剂（Artificial tears and other indifferent preparations）
QS01XA91 哌利诺星（Pirenoxin）